# Ramon Enrich
Ramon Enrich (Igualada, 1968) és un pintor i escultor català. La seva vocació d'artista es va despertar per influència del seu pare, Ramon Enrich, fabricant de gèneres de punt amb un talent autodidacte per al dibuix, per a la música i l'arquitectura. Això va fer que, des de petit, visqués un aprenentatge constant.
Han escrit sobre l'obra de Ramon Enrich autors com Narcís Comadira, Daniel Giralt Miracle, Luis Eduardo Aute o Anton Maria Espadaler.